# Mariquita (vũ công)

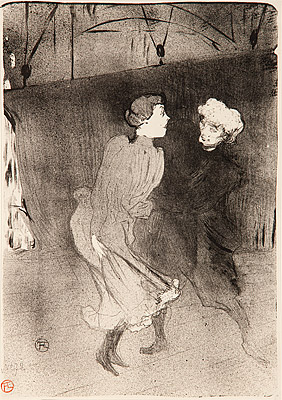
Emilienne bước vào thời gian và Mariquita, in thạch bản của Toulouse-Lautrec (1893)

Mariquita, thường được gọi là Madame Mariquita, (1838- 1922) là một vũ công gốc Algérie, người đã trở thành một biên đạo múa và người tình ba lê thành công tại các nhà hát khác nhau ở Paris từ những năm 1870 cho đến năm 1920.

## Tiểu sử
Mariquita được cho là đã được một nữ vũ công tìm thấy khi còn nhỏ bên cạnh đài phun nước gần Aumale ở Algérie. Bà đã học nhảy ngay cả trước khi có thể đọc. Bà đến Paris vào những năm 1840 và sau đó trở thành một biên đạo múa và người tình ba lê tại Théâtre de la Gaîté, Folies Bergère và Opéra Comique. Bà đã đào tạo một số vũ công trình diễn trong thời kỳ này bao gồm Liane de Pougy, Émilienne Keyboardlençon, Régina Badet và La Belle Otero. Một trong những người dạy nhảy nổi tiếng nhất ở Paris vào cuối thế kỷ 19, bà đã ra mắt tại Théâtre des Funambules vào năm 1845.
Mariquita đã được Albert Carré tham gia với tư cách là người tình ba lê tại Opéra Comique vào năm 1898, nơi bà ở lại cho đến năm 1920, tạo ra khoảng 60 chương trình, trong khi tiếp tục vai trò là giám đốc khiêu vũ tại Folies Bergère. Carré báo cáo rằng bà "biết các điệu nhảy của mọi thời kỳ và từ mọi quốc gia". Theo Cléo de Mérode, mặc dù có kích thước nhỏ bé nhưng bà là một người cao lớn, luôn đứng thẳng để không làm giảm chiều cao. Bất cứ nơi nào bà đi, bà nhận ống dòm và cây quạt của mình với cô ấy. Bà ấy luôn cầm quạt trong tay phải, dùng nó làm dùi cui của nhạc trưởng.
Năm 1900, bà được bổ nhiệm làm giám đốc biên đạo tại Palais de la Dance tại Triển lãm Đại học. Bà đã nghỉ hưu vào ngày 16 tháng 4 năm 1920 sau một buổi tối có sự tham gia của các nghệ sĩ hàng đầu của thời kỳ này, hoàn thành sự nghiệp kéo dài hơn 70 năm. Các tiết mục của bà nói chung là kỳ lạ và giàu trí tưởng tượng, nhưng đến cuối sự nghiệp, bà đã giới thiệu những thói quen phức tạp hơn bao gồm các điệu nhảy Basque và Hy Lạp.

## Vũ đạo

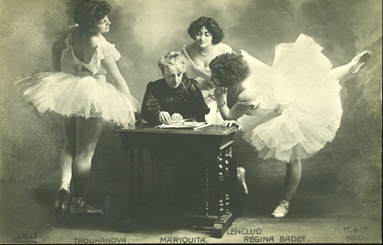
Mariquita (ngồi) với Natalia Trouhanova, Marthe Lenclud và Regina Badet

Có những ghi chép về Mariquita đã biên đạo các chương trình sau:
- 1884: Le Grand Mogol, Théâtre de la Gaîté
- 1893: Tiếng Tây Ban Nha, Théâtre des Folies-Bergères
- 1896: Les Cloches de Corneville, Théâtre de la Gaîté
- 1898: Tiếng Tây Ban Nha des Sabines, Théâtre des Folies-Bergères
- 1899: Cendrillon, Théâtre de l'Opéra Comique
- 1904: Alceste, Théâtre de l'Opéra Comique
- 1906: Aphrodite, Théâtre de l'Opéra Comique
- 1910: Les Lucioles, Théâtre de l'Opéra Comique